# 세인트 세이야 오메가
세인트 세이야 오메가(聖闘士星矢Ω)는 쿠루마다 마사미의 원작 세인트 세이야를 기반으로 하는 스핀오프 TV 애니메이션 작품이다. 2012년 4월 1일부터 TV 아사히에서 일요일 아침 6시 30분부터 약 25분간 방송되었고 대한민국에서는 재능TV에서 방영되었다.

## 개요
세인트 세이야 오메가의 스토리는 본편 TVA에서 후일 시점으로 진행된다. 세인트 세이야 시리즈가 TV에서 방영되는 것은 23년 만이다.
캐릭터 디자인과 총 작화 감독은 하트캐치 프리큐어!의 작화 감독을 맡은 바 있는 우마코시 요시히코가 맡았다.

## 줄거리
페가수스 세이야와 명왕 하데스의 전쟁이후 수십년 후. 세이야가 봉인했던 마르스가 아테나 키도 사오리를 납치해 가자 페가수스의 성의를 물려받은 코우가는 같은 브론즈세인트 동료들과 함께 아테나 키도사오리를 되찾기 위한 여정을 시작한다. 마르스는 스스로 아테나의 교황을 자처하며 세인트들과 화성사 마시안들을 동원해 코우가 일행을 처리하려 한다.

### 등장 인물
주인공 브론즈세인트 6인방
- 페가수스 코우가(레이)(天馬星座の光牙)

성우 - 미도리카와 히카루 / 최승훈
전대 주인공 브론즈세인트인 페가수스 세이야의 성의를 물려받은 빛과 어둠속성의 세인트이다. 기술은 페가수스 섬광권과 페가수스 유성권.
- 오리온 에덴(オリオン星座のエデン)

성우 - 스와베 쥰이치 / 이주창
오리온자리의 번개속성 브론즈세인트. 마르스의 아들이기도 하다.
- 울프 하루토(狼星座の栄斗)

성우 - 스즈키 타츠히사 / 이동훈
늑대자리의 땅속성 브론즈세인트.
- 아퀼라 유나(鷲星座のユナ)

성우 - 유키노 사츠키 / 은정
독수리자리의 바람속성 브론즈세인트. 기술은 블래스트 사이클, 디바인 토네이도, 아퀼라 스피닝 프레데이션, 아퀼라 샤이닝 블래스트.
- 드래곤 류호(龍星座の龍峰)

성우 - 카키하라 테츠야 / 배정미
전대 브론즈세인트 드래곤 시류의 아들이며 물속성이다. 아버지 시류로부터 성의를 물려받은듯 하다. 기술은 여산승룡패, 수발경, 경화수월, 명경지수, 여산백룡패, 수룡원무.
- 라이오넷 소우마(仔獅子星座の蒼摩)

성우 - 코니시 카즈유키 / 남도형
작은사자자리의 불속성 브론즈세인트. 아버지는 남십자성자리의 실버세인트였으나 마시안 소니아에게 사살당했다. 기술은 플레임 데스페라도, 라이오넷 버닝 파이어, 라이오넷 봄버.
- 사지타리우스(사수자리) 세이야(射手座の星矢)

성우 - 후루야 토오루 / 윤호
선대 사지타리우스(사수자리)아이오로스의 의지를 받들어 브론즈 세인트 5인방 중에서 첫번째로 골드세인트가 되는 인물로 극중 초반에 마르스를 봉인하기도 했다. 어째서인지 확실한 모습은 등장하지 않으며 코스모의 잔재로만 등장한다. 코우가 일행에게 아테나를 부탁한다는 말을 남기고 소멸하였다. 기술은 페가수스 유성권.아토믹 선더볼트
- 안드로메다 슌(アンドロメダ星座の瞬)

성우 - 카미야 히로시
마르스와의 전투도중 상처를 입고 코스모를 불태울수 없는 상황이 되었으나 코우가와 류호를 뒤쫓아온 실버세인트 하운드 미겔에게 네뷸라체인을 사용한다.
마시안
- 마르스

성우 - 시바타 히테카츠 / 강구한
세이야가 봉인하였으나. 부활하여 아테나를 납치한다.
골드 세인트
- 아리에스(양자리) 키키

성우 - 나카하라 시게루 / 정재헌
마르스 12궁중 백양궁을 수호하는 골드세인트
크로스를 수복할 수 있는 수복사 선대 아리에스(양자리) 무우의 제자였으며 무우의 모든 기술을 마스터 했다
기술 스타더스트 레볼루션 스타라이트 익스팅션 크리스탈월

### 테마곡
페가수스 판타지 ver.Ω (ペガサス幻想(ファンタジー) ver. Ω)
- 가수 : MAKE-UP (feat. 나카가와 쇼코)